# Ърни Сабела
Ърни Сабела (на английски: Ernie Sabella; роден на 19 септември 1949 г.) е американски актьор. Най-известен е като гласа на Пумба в поредицата „Цар Лъв“. Играе и ролята на Доналд Туинкасети в ситкома „Напълно непознати“.

## Частична филмография

### Филми
- 1991 – „Потапяне“
- 1994 – „Цар лъв“
- 1997 – „Ловът на мишката“
- 1998 – „Цар лъв 2: Гордостта на Симба“
- 2004 – „Цар лъв 3: Хакуна матата“

### Телевизия
- 1985 – „Бар Наздраве“
- 1986 – 1987 – „Напълно непознати“
- 1987 – „Женени с деца“
- 1991 – „Мърфи Браун“
- 1992 – „Сайнфелд“
- 1994 – „Луд съм по теб“
- 1995 – 1999 – „Тимон и Пумба“
- 1999 – 2001 – „Адвокатите“
- 1999 – „Малкълм и Еди“
- 2000 – „Провидънс“
- 2001 – „Ед“
- 2001 – 2002 – „Клуб Маус“
- 2015 – „Синя кръв“
- 2016 – 2019 – „Пазител на Лъвските земи“